# Supercupa Europei 1984
Supercupa Europei din 1984 s-a disputat între Juventus și Liverpool. S-a jucat într-o singură manșă (pe Stadionul Olimpic din Torino) din cauza programului încărcat din acel sezon. A fost câștigată de Juventus cu scorul de 2-0.

## Detalii
| Juventus        | 2 – 0 | Liverpool |
| --------------- | ----- | --------- |
| Boniek 39', 79' |       |           |

| JUVENTUS:                                             |    |                         |
|                                                       |    |                         |
| P                                                     | 1  | Luciano Bodini          |
| F                                                     | 2  | Luciano Favero          |
| F                                                     | 3  | Antonio Cabrini         |
| M                                                     | 4  | Massimo Bonini          |
| F                                                     | 5  | Sergio Brio             |
| F                                                     | 6  | Gaetano Scirea          |
| A                                                     | 7  | Massimo Briaschi        |
| M                                                     | 8  | Marco Tardelli          |
| A                                                     | 9  | Paolo Rossi             |
| M                                                     | 10 | Michel Platini          |
| M                                                     | 11 | Zbigniew Boniek 39' 79' |
| Rezervee:                                             |    |                         |
| P                                                     | 12 | Stefano Tacconi         |
| F                                                     | 13 | Nicola Caricola         |
| M                                                     | 14 | Cesare Prandelli        |
| M                                                     | 15 | Bruno Limido            |
| M                                                     | 16 | Beniamino Vignola       |
| Antrenor:                                             |    |                         |
| Giovanni Trapattoni Omul meciului: Arbitri asistenți: |    |                         |

| LIVERPOOL: |    |                  |  |     |
|            |    |                  |  |     |
| P          | 1  | Bruce Grobbelaar |  |     |
| FD         | 2  | Phil Neal        |  |     |
| FS         | 3  | Alan Kennedy     |  |     |
| FC         | 4  | Mark Lawrenson   |  | 46' |
| MD         | 5  | Steve Nicol      |  |     |
| FC         | 6  | Alan Hansen      |  |     |
| A          | 7  | Paul Walsh       |  |     |
| MS         | 8  | Ronnie Whelan    |  |     |
| A          | 9  | Ian Rush         |  |     |
| MC         | 10 | Kevin MacDonald  |  |     |
| MC         | 11 | John Wark        |  |     |
| Rezerve:   |    |                  |  |     |
| F          | 12 | Jim Beglin       |  |     |
| P          | 13 | Bob Bolder       |  |     |
| F          | 14 | Gary Gillespie   |  | 46' |
| F          | 15 | Sammy Lee        |  |     |
| M          | 16 | Jan Mølby        |  |     |
| Antrenor:  |    |                  |  |     |
| Joe Fagan  |    |                  |  |     |

| Supercupa Europei 1984 |
| ---------------------- |
| Italia                 |
| Juventus Primul titlu  |